# エオラプトル
エオラプトル (Eoraptor) は中生代の後期三畳紀（約2億2,800万年前）に生息していた最古の恐竜のひとつ。現在知られている恐竜の中でも最も原始的だと考えられ、恐竜に含めない研究者もいる。恐竜時代の黎明期に存在したことから名前は夜明けの泥棒という意味を持つ。
体長約1メートル。小型で軽量な体躯。既に中空の骨を持っていた。頭骨は細長く、顎には多数の歯があった。歯の形態は特殊化しており、顎の前方の歯は原始的な竜脚形類とよく似た木の葉形、後方の歯は獣脚類特有のカーブした形になっていた。前肢は短く、指は5本あった。しかし、このうち2本は退縮しつつある。
原始的な獣脚類に含まれると見なされてきた傾向が強かったが、外鼻孔や前肢の指の形態から原始的な竜脚形類の仲間ではないかと提唱されはじめている。

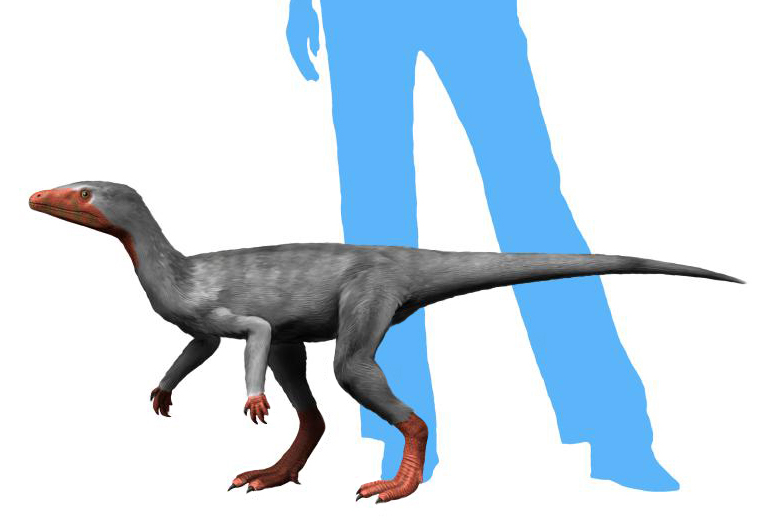
ヒトとの大きさ比較
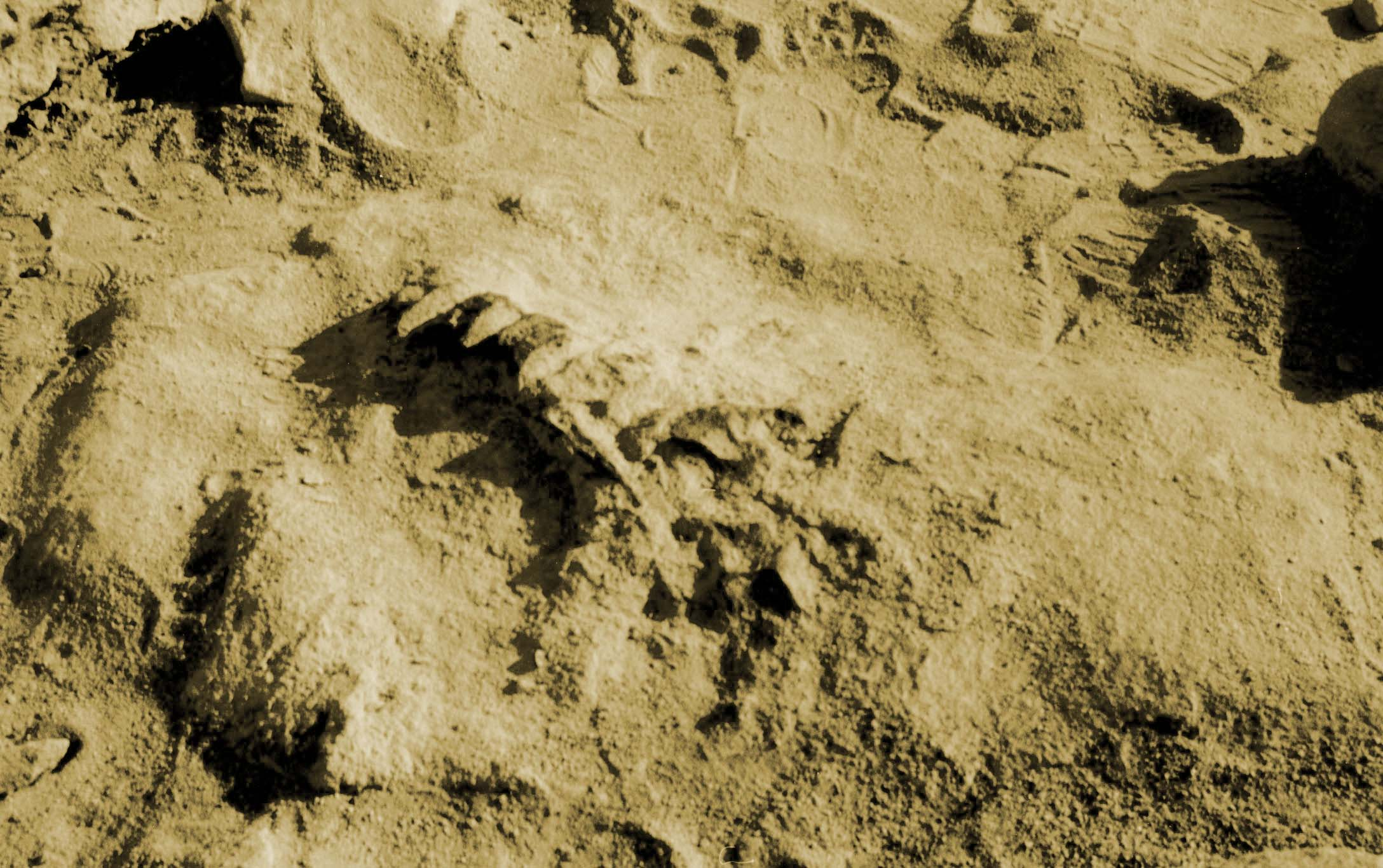
発掘中の脊柱及び上腕。
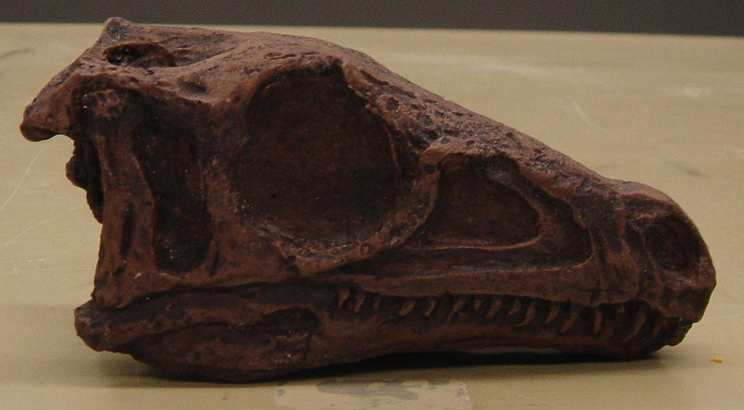
頭骨（キャスト）。
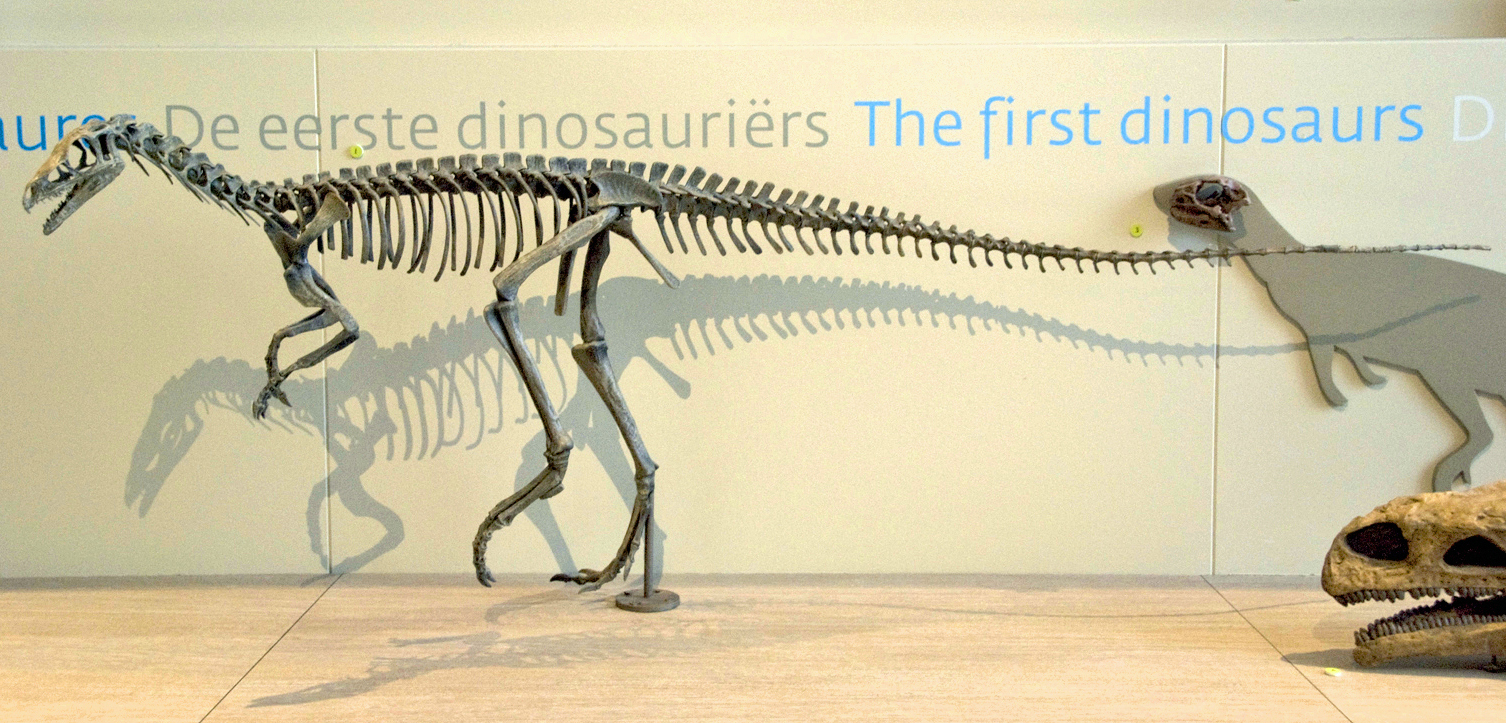
全身骨格。